# Nelson Coelho de Castro
Nelson Coelho de Castro (Porto Alegre, 17 de abril de 1954) é um compositor, cantor e produtor musical brasileiro.
Entre 1965 e 1968 fez parte de um grupo de meninos cantores do Colégio São João, em Porto Alegre. Estudou violão clássico e popular com Ivaldo Roque.

## Carreira
Em 1974, no festival do Colégio Parobé, ganhou o Prêmio Comunicação. No MusiPUC, importante festival que a rádio Continental AM, sempre ligada ao movimento cultural de Porto Alegre transmitia ao vivo, ganhou vários prêmios. Em 1975 fez sua estréia nas "rodas de som" de Carlinhos Hartlieb.
Em 1977 formou-se em jornalismo. No mesmo ano realizou seu primeiro espetáculo, E o Crocodilo Chorou, ao lado do seu grupo Olho da Rua, dirigido por Luciano Alabarse.
Em 1979 lançou seu primeiro compacto, Faz a Cabeça e, entre 1980 e 1981, produziu e lançou o primeiro disco independente produzido no Rio Grande do Sul, -Juntos - um marco na música gaúcha e que influenciou outros compositores neste segmento alternativo. Esse trabalho foi relançado em CD em 1996. Já em 1983 gravou o LP Nelson Coelho de Castro (RGE), com o sucesso Vim Vadiá, que marcou época. No mesmo ano venceu o 1º Festival Latino-Americano da Canção, o Musicanto.
Recebeu o Prêmio Tibicuera de Teatro Infantil com o musical infantil Cidade do Lugar Nenhum; participou da trilha sonora do filme Verdes Anos com a canção Armadilha, e ganhou o título de Personalidade do Ano pela crítica especializada.
Com o disco Força D'água (Ariola) de 85, recebeu o Prêmio Açorianos de Melhor Trilha Sonora para Teatro, para a peça o Doce Vampiro, de Carlos Carvalho. Foi um dos fundadores da Cooperativa dos Músicos de Porto Alegre, sendo o primeiro presidente, de 1987 a 1989.
Em 1991 fez parte do espetáculo Compor Canta Lupi, em homenagem a Lupicínio Rodrigues, resultando em um LP onde ele cantou Esses Moços.
Em 1995 participou do espetáculo Sessão maldita do Teatro Renascença e, nesse mesmo, ano apresentou o show Sambha, que ficou em cartaz durante três semanas no Teatro de Arena. No mesmo ano assinou a produção do CD do percussionista De Santana. Em 1996, seu disco Juntos foi relançado em CD pela Secretaria de Cultura de Porto Alegre, com espetáculo no Teatro Renascença, e logo em seguida viajou para a França, onde participou do encontro Sud a Sur, um intercâmbio que envolveu várias áreas da produção cultural naquele país. Também nesse ano lançou o CD Verniz da madrugada, contemplado com o Prêmio Açorianos de Música, nas categorias Melhor Disco do Ano, Melhor Compositor e Melhor Disco de MPB.
Lançou, em 2000, o CD Coletânea, contendo fonogramas dos LPs Nelson Coelho de Castro e Força d'água, além das faixas-bônus Faz a cabeça e Hei de ver. Em 2001 foi selecionado para integrar o projeto Itaú-Rumos Culturais – Cartografia brasileira, participando de apresentações em São Paulo, ao lado de compositores de outras partes do Brasil. Nesse mesmo ano, o LP Paralelo 30 foi lançado em CD pela Orquestra da Unisinos, com releituras das canções da época e agregando ainda novas canções. Também em 2001 lançou o CD Da pessoa.
Em 2001 foi contemplado com o Prêmio Açorianos de Música pelo CD Da pessoa.
Em 2002 fez turnê pela Europa, ao lado de Bebeto Alves, Gelson Oliveira e Totonho Villeroy, lançando o CD Juntos 2 - Povoado das águas, com apresentações em Paris, Viena e Munique. De volta ao Brasil, apresentou-se com os parceiros no Fórum Social Mundial, em Porto Alegre, para mais de 70 mil pessoas. 

## Discografia
- 1978: Paralelo Trinta (Gravadora Isaec)
- 1979: Faz a Cabeça (Gravadora Isaec)
- 1981: Juntos (Gravadora Lua Caiada)
- 1983: Nelson Coelho de Castro (RGE)
- 1985: Força D’água (BMG Ariola)
- 1996: Verniz da Madrugada (Gravadora Lua Caiada)
- 1998: Juntos Ao Vivo (RGE/RBS Discos)
- 2000: Coletânea (Selo Barulinho)
- 2001: Cartografia Musical Brasileira (RS, Itaú Cultural)
- 2001: Da Pessoa (Gravadora Lua Caiada)
- 2002: Juntos 2 – Povoado das Águas (Gravadora Atração Fonográfica)
- 2010: "Lua Caiada"

## Prêmios e indicações

### Prêmio Açorianos
| Ano  | Categoria             | Indicação                                                     | Resultado |
| ---- | --------------------- | ------------------------------------------------------------- | --------- |
| 1996 | Compositor            | Nelson Coelho de Castro                                       | Venceu    |
| 1996 | Disco                 | Verniz da Madrugada                                           | Venceu    |
| 1998 | Disco de MPB ou Samba | Juntos (com Antonio Villeroy, Bebeto Alves e Gelson Oliveira) | Venceu    |
| 2001 | Disco de Samba        | Da Pessoa                                                     | Venceu    |
| 2001 | Compositor de MPB     | Nelson Coelho de Castro                                       | Indicado  |
| 2010 | Compositor de MPB     | Nelson Coelho de Castro                                       | Venceu    |
| 2010 | Disco de MPB          | Lua Caiada                                                    | Indicado  |
| 2010 | Produtor Musical      | Nelson Coelho de Castro (por Lua Caiada)                      | Indicado  |